# Paul Strand

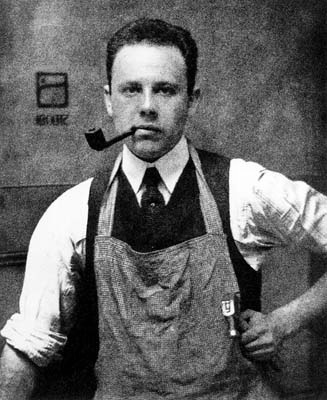
Alfred Stieglitz: Paul Strand, 1917

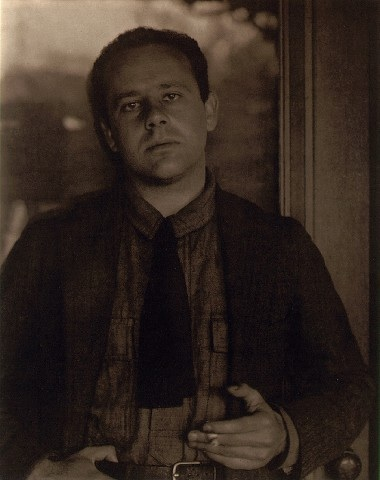
Paul Strand fotografiert von Alfred Stieglitz, 1919

Paul Strand (* 16. Oktober 1890 in New York City; † 31. März 1976 in Orgeval) war einer der einflussreichsten amerikanischen Fotografen des 20. Jahrhunderts. Er war Mitglied der Photo League in New York. Die Photo League war eine Organisation von Fotografen in New York City, die sich der Dokumentation des Lebens in den Arbeitervierteln widmete. Sie wurde 1936 gegründet und bot ihren Mitgliedern Schulungen, Ausstellungsräume und eine Plattform für den Austausch über soziale und kreative Themen. Die Photo League spielte eine wichtige Rolle bei der Entwicklung der sozialdokumentarischen Fotografie in den USA.

## Leben und Werk
Strand kam als Sohn böhmischer Einwanderer in New York zur Welt und wuchs dort auf. An der örtlichen Ethical Culture School wurden ihm durch seinen Lehrer Lewis Hine die Grundlagen photographischen Arbeitens als Voraussetzung für eine berufliche Fotografie vermittelt. Durch ihn lernte Strand Alfred Stieglitz und die Photo-Sezessionisten kennen und begann sich intensiv mit seiner zeitgenössischen Kunst auseinanderzusetzen. 1909 schloss er seine Ausbildung an der ECS ab und wurde Mitglied im New York Camera Club. Bis 1911 arbeitete er im elterlichen Eisenwarengeschäft und war dann bis 1918 als Gebrauchsfotograf tätig. Er experimentierte mit Weichzeichnerlinsen, Gummidrucken und vergrößerten Negativen. Mit seinen fotografischen Arbeiten aus dieser Zeit zeigte er die negativen Aspekte der modernen industriellen Zivilisation, das Leben in New York mit seinem menschlichen Elend und seiner Entfremdung.
1916 widmete Alfred Stieglitz ihm die beiden letzten Ausgaben der Zeitschrift Camera Work, begleitet von einer Ausstellung in seiner Galerie 291. Zur selben Zeit setzte sich Paul Strand mit der Rolle der Fotografie in der Kunst auseinander. In einem Text in Seven Arts betonte er die Notwendigkeit der mediengerechten Benutzung der Fotografie, dessen Objektivität nicht als Widerspruch zur Kunst steht.
Von 1918 bis 1919 war Strand Röntgentechniker im Army Medical Corps. Nach seiner Entlassung aus der Armee fotografierte er Landschaften und Felsformationen und versuchte auch in der Werbebranche Geld zu verdienen. Mit dem Maler und Fotografen Charles Sheeler machte Strand 1920 den experimentellen Film Manhatta, ein Avantgarde-Film im Genre des City-Films.
Mit Kunstfilmen und mit freier Fotografie konnte Strand seinen Lebensunterhalt nicht bestreiten, so begann er mit dem Kauf einer eigenen Filmkamera 1922 seine freiberufliche Tätigkeit als Kameramann im Nachrichten- und Sportbereich. Die Fotografie trat in den Hintergrund, auf die Wochenenden und die Ferien. Diese Phase seines Lebens – das Heraustreten aus dem hektisch-urbanen Leben New Yorks in seiner Freizeit –, schlug sich in seinen späteren Arbeiten, in den Landschafts- und Naturaufnahmen nieder. Es wurde eine lebenslange Auseinandersetzung des Stadtbewohners mit der Natur.
Bis Ende der 1920er Jahre schuf Paul Strand vorwiegend Detailaufnahmen von Motiven in der Natur. „Die Bildidee hat [hier] eindeutig Vorrang vor der Abbildqualität der Fotografie.“ Einen ersten Wendepunkt in der Auseinandersetzung mit der Landschaftsfotografie schuf er bei Arbeiten über die Halbinsel Gaspé in Kanada. Hier kam er zu einer Arbeitsweise, die den fotografischen Prozess nicht nur bildhaft, sondern auch thematisch begreift.
Zwischen 1925 und 1930 unternahm Strand mehrere Reisen in ihm unbekannte Gegenden der USA und Kanadas. In dieser Zeit entdeckte er das ländliche Leben Amerikas und die Faszination der Darstellung. Von 1932 bis 1934 lebte er in Mexiko. Hier erweiterte er seinen Ausdruck von Kultur und Menschen, er wurde zum Leiter für Fotografie und Cinematografie der Abteilung Bildende Kunst im Ministerium für Bildung berufen. 1936 heiratete er Virginia Stevens. 1937 bis 1944 war er Präsident von Frontier-Films, einer gemeinnützigen Einrichtung zur Produktion von Lehrfilmen (die 1936 aus der Film and Photo League hervorgegangen war, welcher Strand seit 1935 angehörte). Als Kameramann und Regisseur realisierte er viele Dokumentarfilme. Nach fast zehnjähriger Filmtätigkeit kehrte Strand 1944 zur Fotografie zurück. In den folgenden Jahren unternahm er viele Fotoreisen und Ausstellungen. Sein Projekt Time in New England, sollte der Versuch sein, in den Erscheinungsformen einer Region, ihrer Landschaft und den Menschen die Spuren überlebender Traditionen zu entdecken. Daraus entstand ein Buch, das Amerika als traditionsreiches Land mit seinen unterschiedlichen historischen Spuren beschreibt.
1947 trat Strand offiziell der (1936 von der Film and Photo League abgespaltenen) Photo League bei, wo er bereits seit 1936 in verschiedenster Form mitgearbeitet hatte und einen großen Einfluss ausübte. 1947 war die Photo League unter Senator Joseph McCarthy auf eine Liste unamerikanischer respektive staatsgefährdender Organisationen gesetzt worden, wogegen das offene Bekenntnis zur Mitgliedschaft eine Abwehr sein sollte. 1951 wurde die League schließlich doch aufgelöst.
1951 ließ sich Paul Strand in Frankreich nieder, da ihm Amerika im Zuge der begonnenen Kommunistenverfolgung der McCarthy-Ära keine Lebens- und Arbeitsperspektiven mehr bot. In Europa hoffte er auf einen Ort, in dem er sich auf einen überschaubaren Lebensraum konzentrieren konnte. Im gleichen Jahr heiratete er Hazel Kingsbury. 1955 erwarb er ein Haus in Orgeval, in der Nähe von Paris, in dem er bis zu seinem Tod lebte. Die nächsten zwanzig Jahre waren geprägt von Reisen, Ausstellungen und Publikationen. Paul Strand starb 1976 sechsundachtzigjährig in seinem Haus in Orgeval.

## Rezeption
„Strands akribische Konzentration auf die besondere Materialität und Formgestalt seiner Motive und deren konsequente Isolation aus dem zeitgeschichtlichen Prozeß bilden die Voraussetzung für eine Konstruierung des Zeitlosen. Jedes Foto ist in diesem Sinne ein formal bewußtes, autonom gedachtes Einzelstatement […] Nicht 'Life-Photography', nicht Beschleunigung, sondern die Verlangsamung des Aufnahmevorgangs war für ihn der Ausgangspunkt zu einem fotografischen Bild, das als subjektiv formuliertes Fragment immer nur ein Element in dem entworfenen Darstellungsgefüge seiner Kulturportraits bedeutete.“

Seine Arbeiten sind nicht nur dokumentarisch, sondern kompromisslos in ihrer Wahrheitssuche. Stieglitz schrieb 1916: 

„Strand hat etwas Neues dem Alten hinzugefügt. Seine Aufnahmen sind brutal, direkt, frei von jeglichem Humbug, frei von Kunstgriffen und unbeeinflusst von jeglichem Ismus.“

## Auszeichnungen
- 1967: David-Octavius-Hill-Medaille der Gesellschaft Deutscher Lichtbildner
- 1973: Mitglied der American Academy of Arts and Sciences

## Ausstellungen (Auswahl)
- 1916 291, New York
- 1925 Anderson Galleries, New York
- 1945 The Museum of Modern Art, New York
- 1969 Haus der Heimat, Freital (DDR)
- 1973 County Museum, Los Angeles
- 1979 Paul Strand, Photo-Galerie der Stiftung für die Photographie, Leitung: Rosellina Burri-Bischof, Kunsthaus Zürich[7]
- 1996: Paul Strand: Die Welt vor meiner Tür, 1950–1976, Kunsthaus Zürich[8]
- 2010/11 Stieglitz, Steichen, Strand. Ausstellung im Metropolitan Museum of Art in New York City[9]
- 2015 Paul Strand – Photography and Film for the 20th Century. Fotomuseum Winterthur[10]

## Galerie

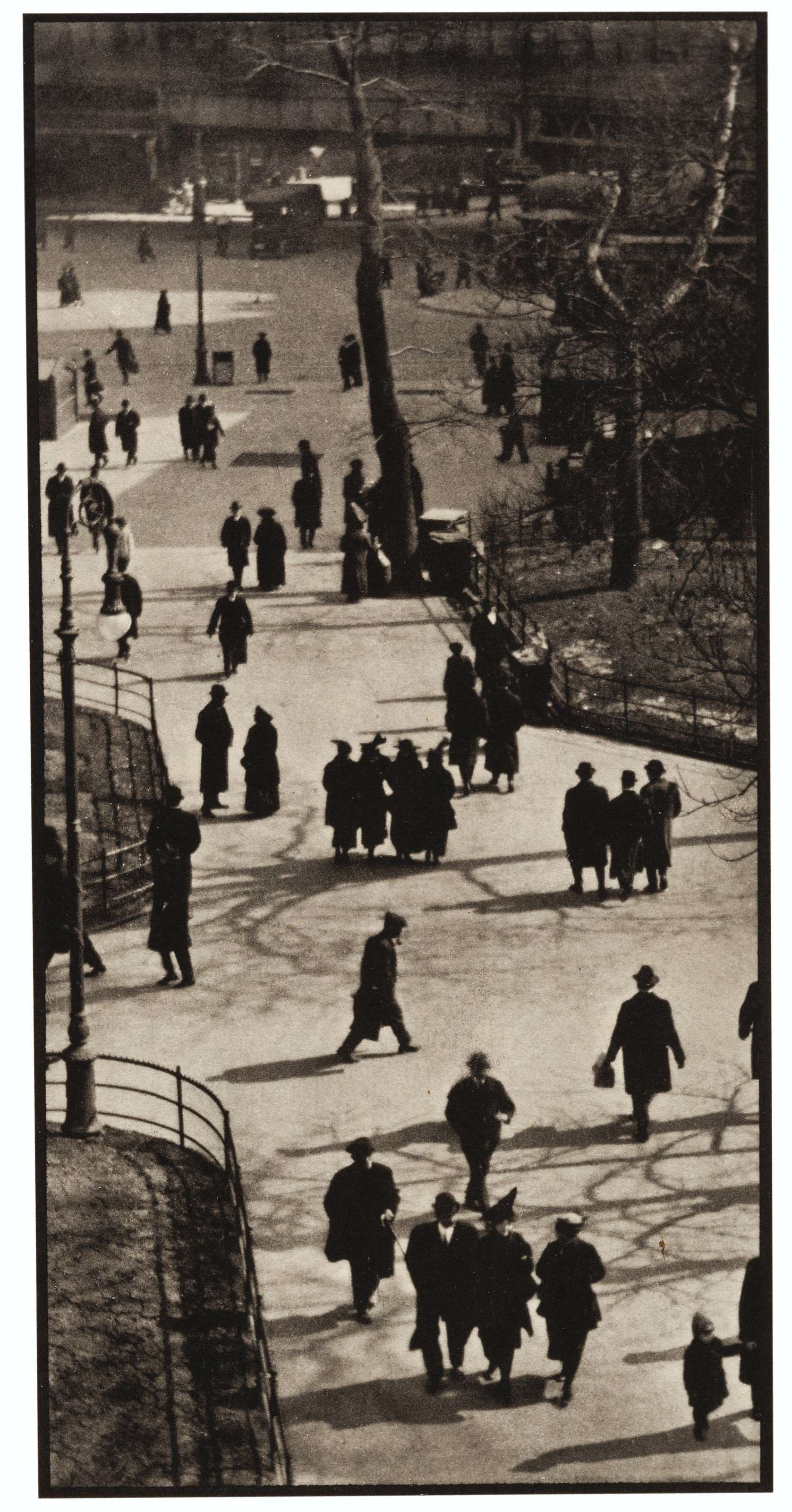
New York, 1915
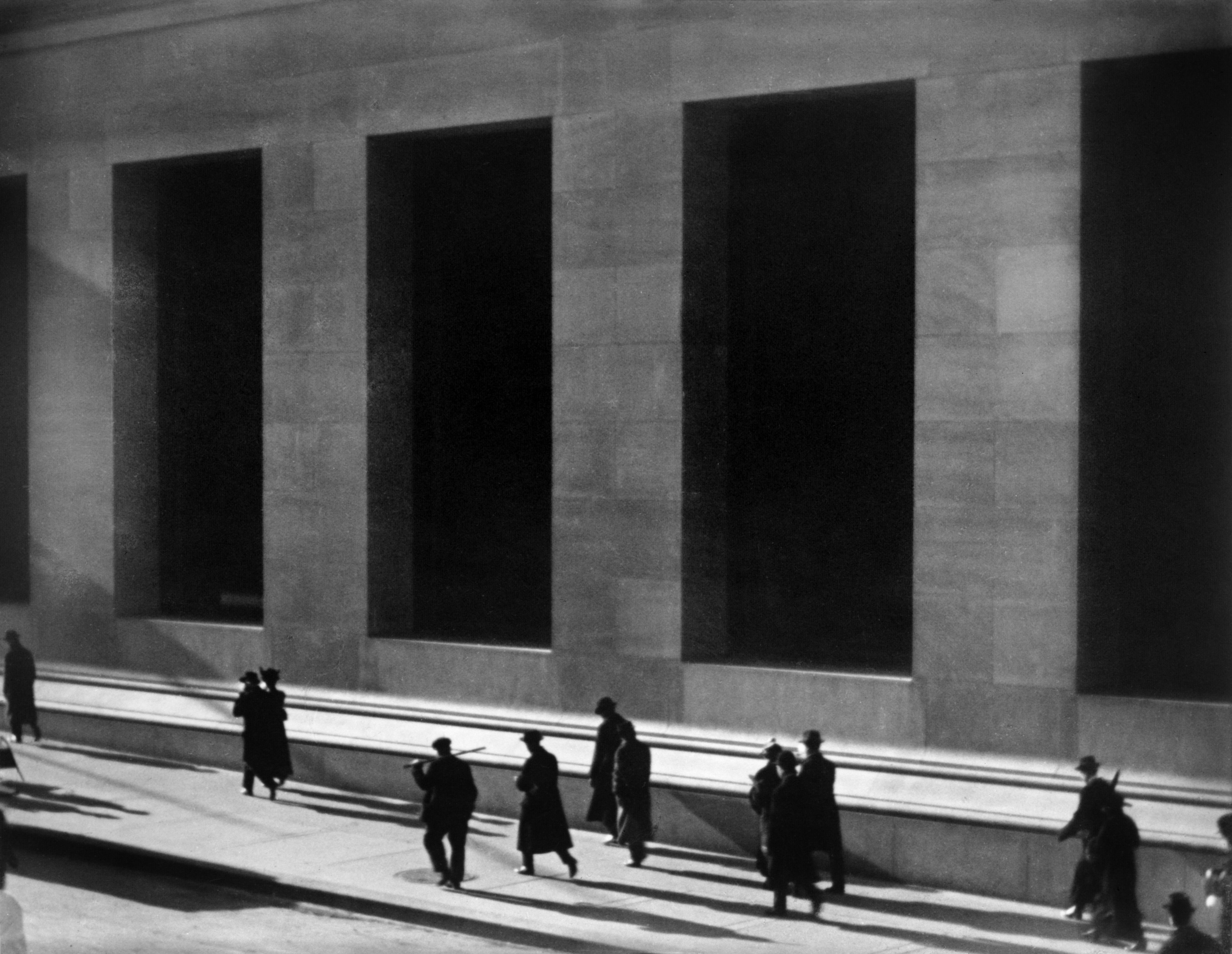
Wall Street, New York City, 1915
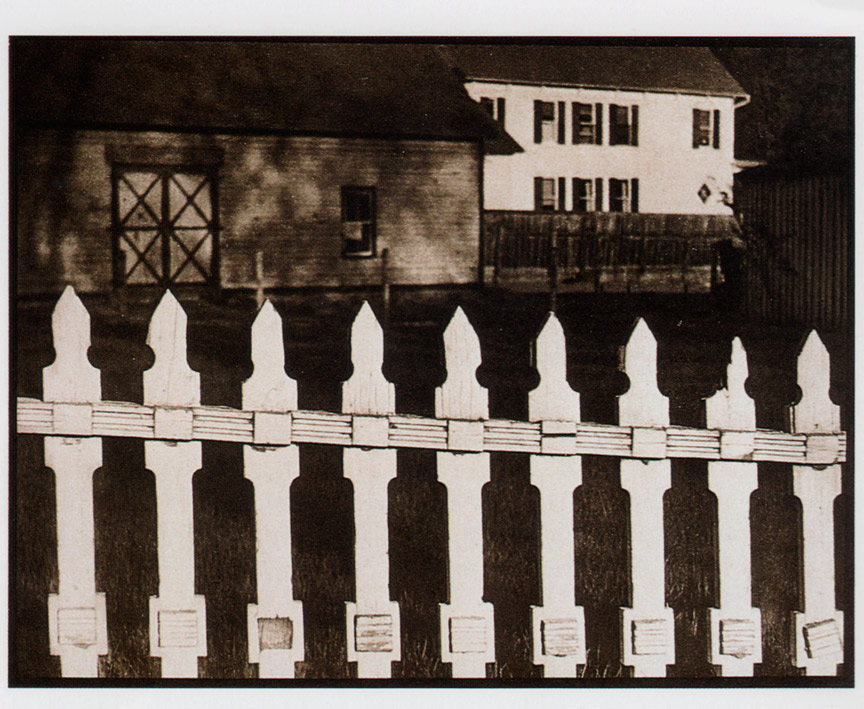
The White Fence, 1917
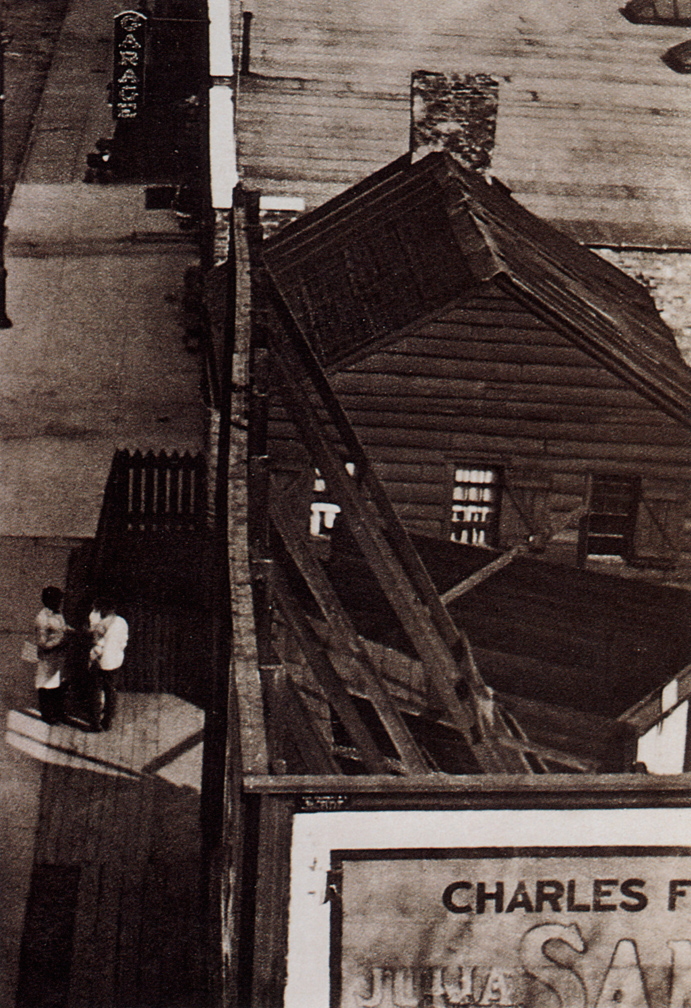
New York
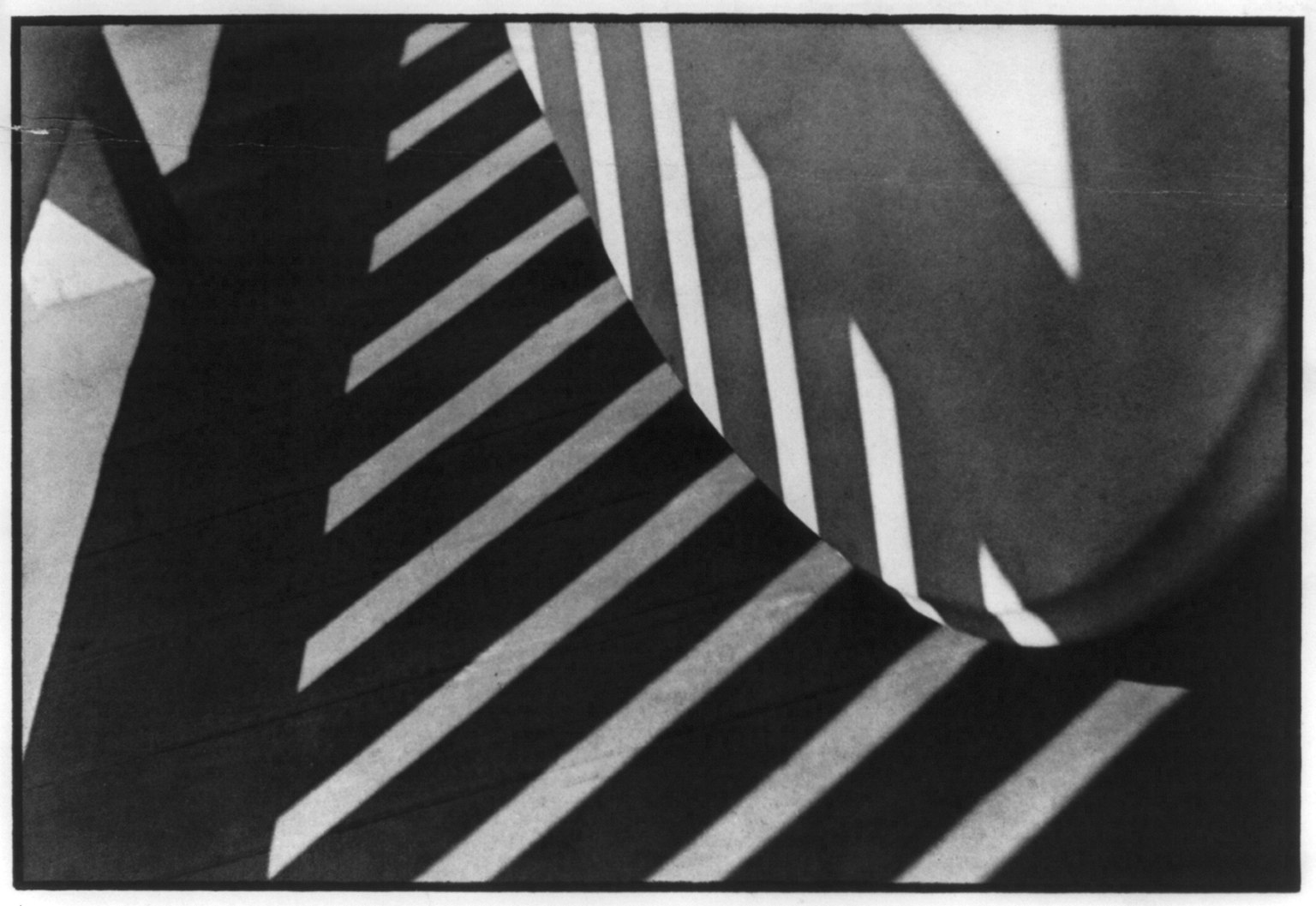
Abstrakte Fotografie, 1917
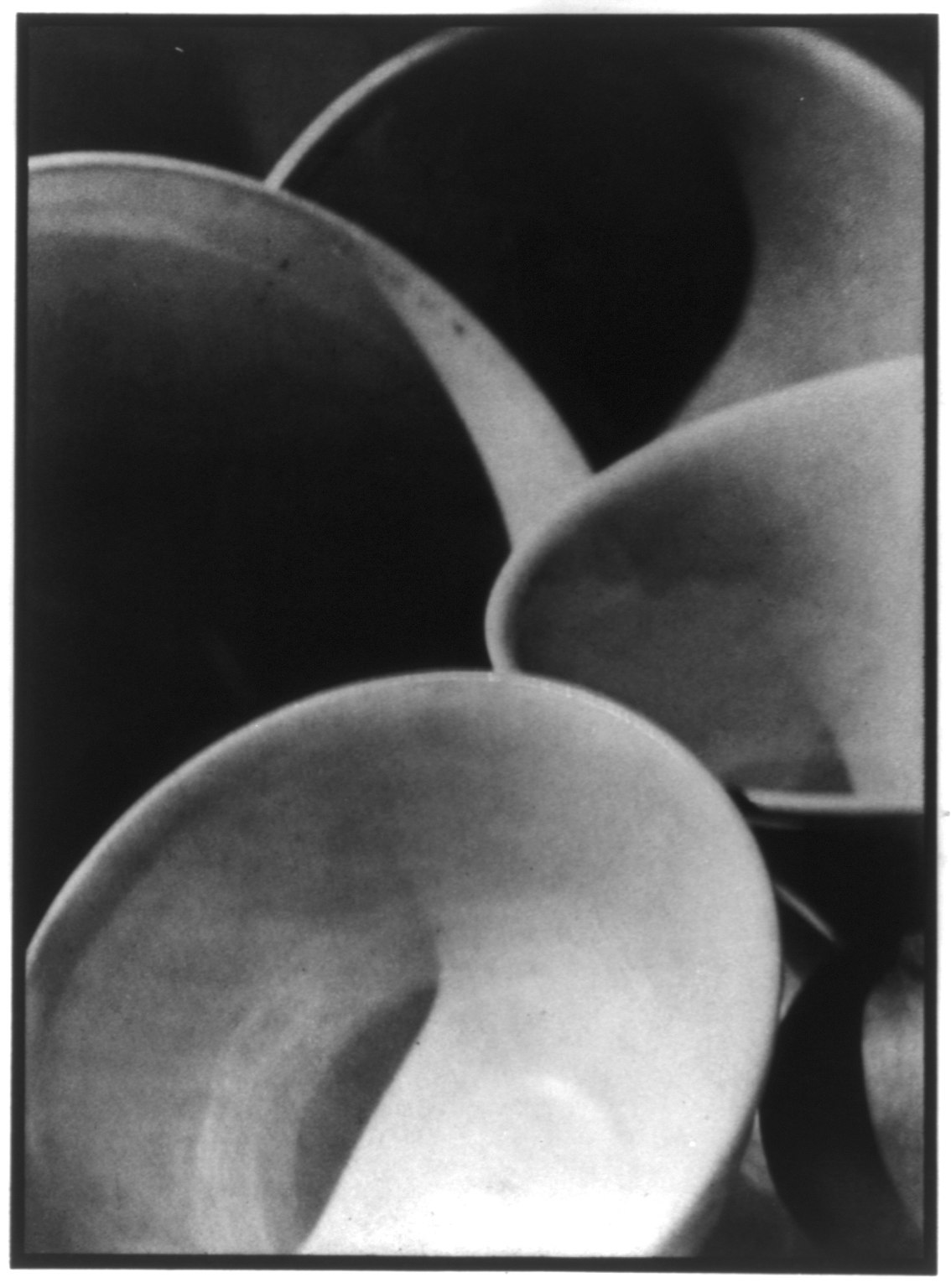
Abstrakte Fotografie, 1917
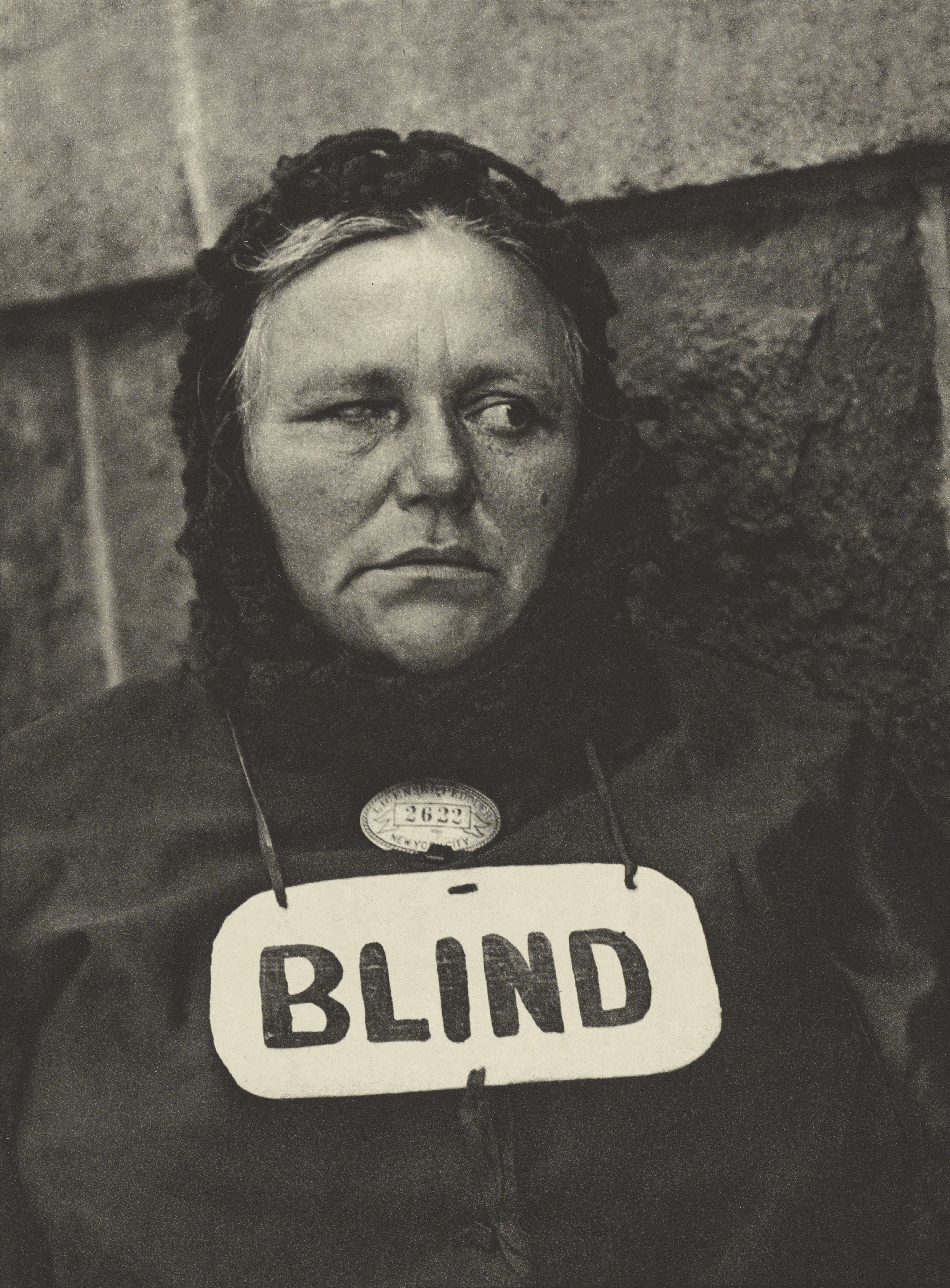
Blind Woman
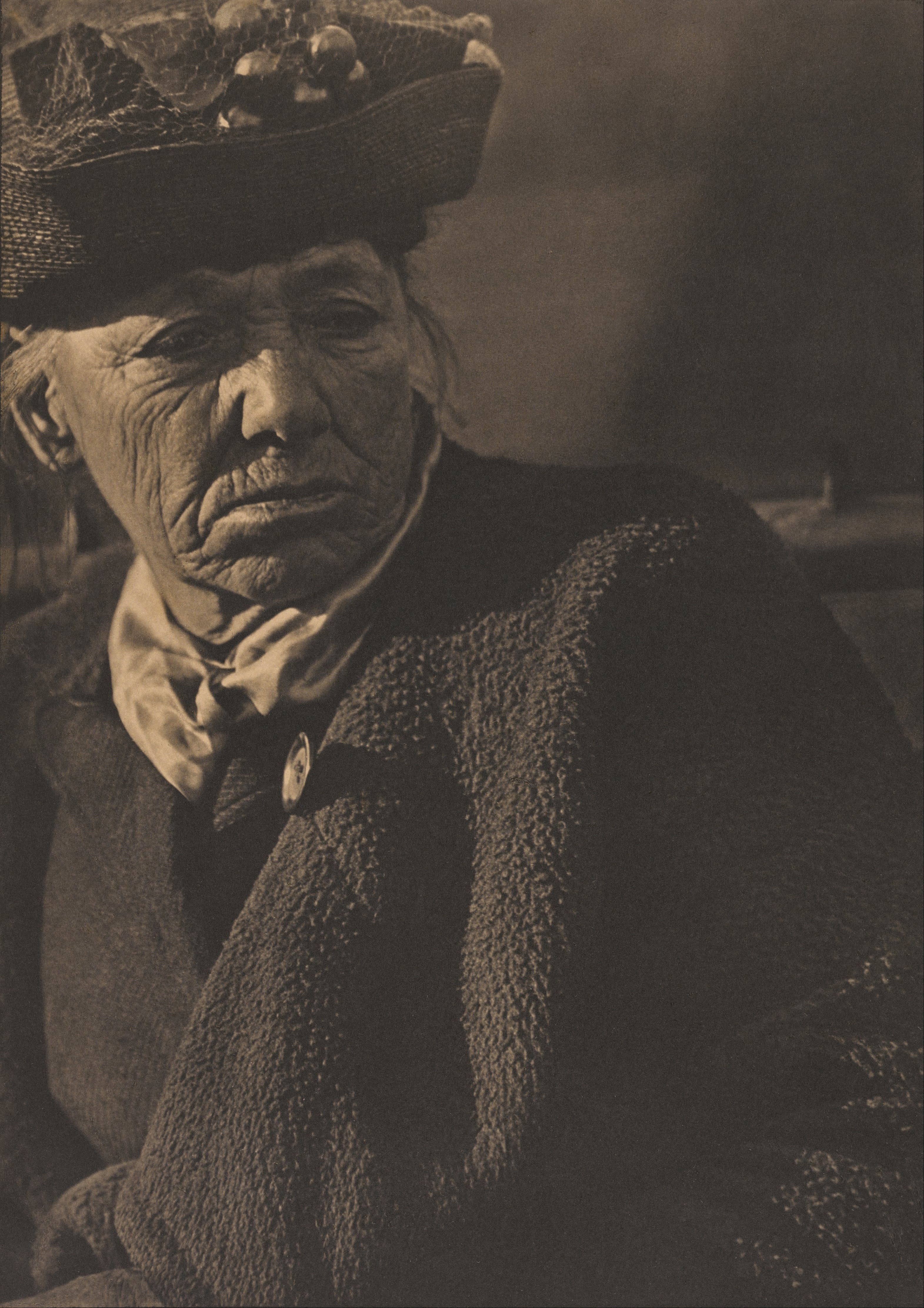
Porträt, 1917
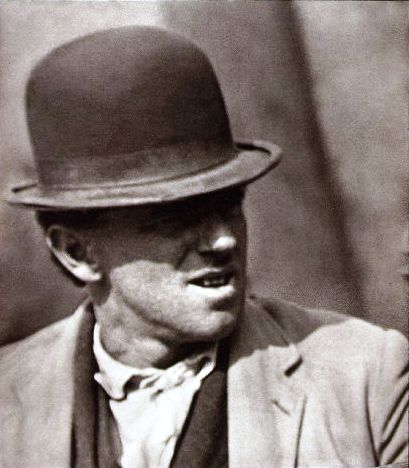
1916

## Bibliographie (Auswahl)
- Time in New England. New York, Oxford University Press, 1950.
- La France de Profil. Lausanne, La Guilde du Livre, 1952.
- Un paese. Einaudi 1955 (mit Zavattini).
- Living Egypt., Dresden, VEB Verlag der Kunst, 1969.
- Ghana, An African Portrait. New York, Millerton, 1976.
- Die Welt vor meiner Tür 1950–1976. Ausstellungskatalog Essen, München, Zürich 1994, ISBN 0-89381-596-9.
- Paul Strand. Könemann, Köln 2001, ISBN 3-89508-604-5.